# Valeri Poluyánov
Valeri Grigórievich Poluyánov (en ruso: Валерий Григорьевич Полуянов; Kámensk-Uralsky, 7 de febrero de 1943 - 9 de febrero de 2015) fue un futbolista ruso que jugaba en la demarcación de delantero.

## Biografía
Debutó como futbolista en 1966 con el FC Vostok Oskemen tras jugar en el FC Trubnik Kamensk-Uralsky. Con el club llegó a jugar en la Primera Liga Soviética, quedando en la posición 18. Posteriormente jugó en el FC KUZBASS Kemerovo, donde quedó en segunda posición de su grupo. En 1968 se fue a Ucrania para jugar en el MFC Mykolaiv en la Primera Liga Soviética, y en el FC Enerhiya Nova Kajovka, equipo en el que se retiró en 1970.
Falleció el 9 de febrero de 2015 a los 71 años de edad.

## Clubes
| Club                     | País              | Año         | Partidos | Goles |
| ------------------------ | ----------------- | ----------- | -------- | ----- |
| FC Vostok Oskemen        | RSS de Kazajistán | 1966 - 1967 | 55       | 13    |
| FC KUZBASS Kemerovo      | RSFS de Rusia     | 1967 - 1968 | 20       | 4     |
| MFC Mykolaiv             | RSS de Ucrania    | 1968 - 1969 | 42       | 7     |
| FC Enerhiya Nova Kajovka | RSS de Ucrania    | 1969 - 1970 |          |       |